# Алекса Вујић
Алекса Вујић (Аранђеловац, 3. јуна 1993) српски је фудбалер.

## Трофеји и награде
Златибор Чајетина
- Српска лига Запад: 2017/18.[3]